# Jane Goodall

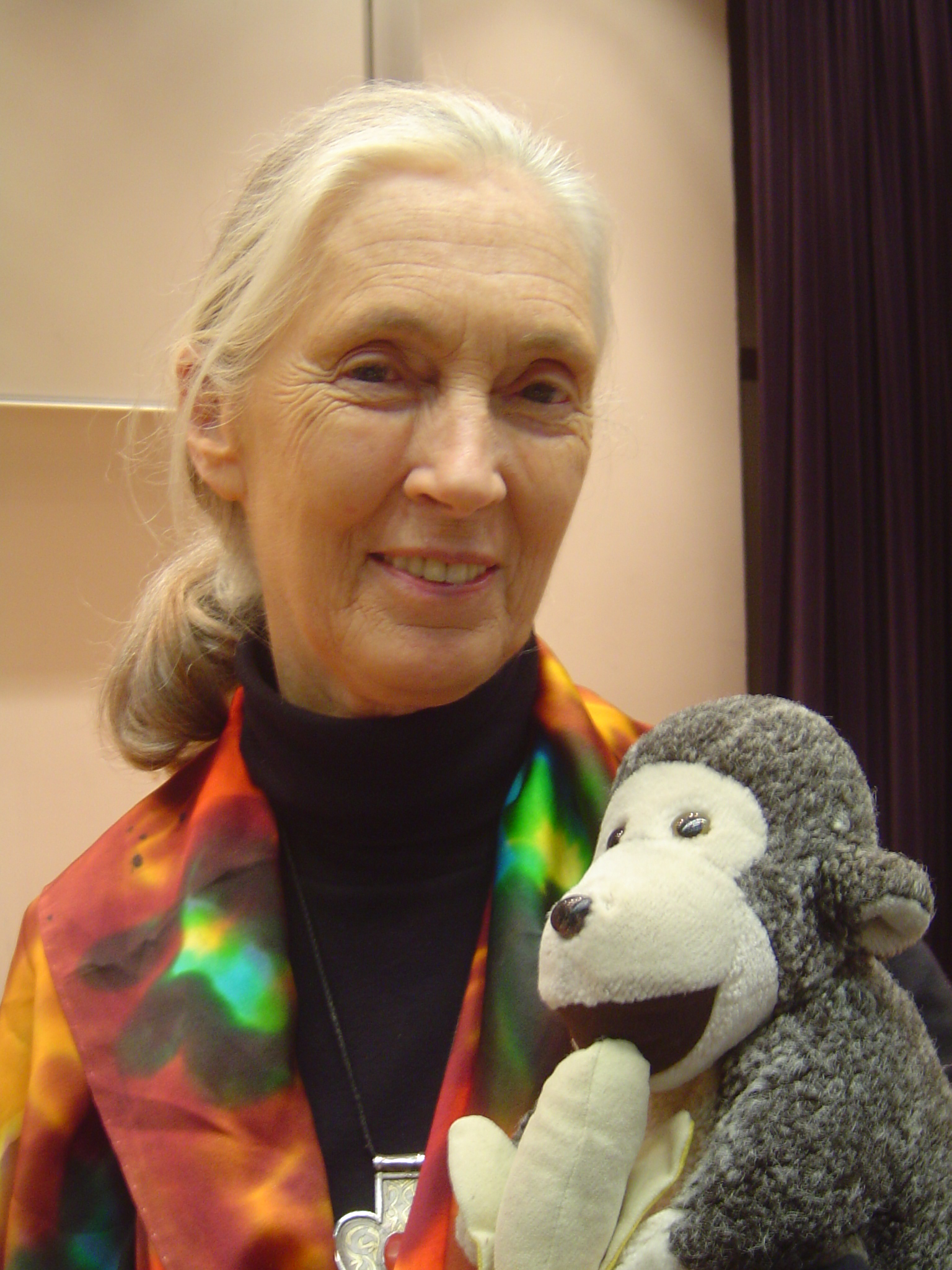
Jane Goodall i Mr H., 2007

Jane Goodall, właśc. dame Valerie Jane Morris-Goodall (ur. 3 kwietnia 1934 w Londynie) – brytyjska badaczka w dziedzinie prymatologii, etologii i antropologii. 

## Działalność
Od 1966 prowadzi badania nad szympansami w Parku Narodowym Gombe w Tanzanii, początkowo w ramach projektu zainicjowanego przez angielskiego archeologa i paleontologa Louisa Leakeya. Studiowała na Newnham College.
Przyczyniła się do poznania procesów społecznego uczenia się, myślenia, działania i kultury wśród dziko żyjących szympansów, odmienności między nimi i szympansami bonobo oraz włączenia obu gatunków i goryli do hominidów.
Jednym z najważniejszych wkładów Goodall w dziedzinie prymatologii było odkrycie, że szympansy posługują się narzędziami. Odkryła, że niektóre szympansy wkładają patyki do gniazd termitów, które są ich pożywieniem – termity przywierają do patyków i szympansy mogą je wyciągnąć z gniazda. Opisała także, że szympansy mogą toczyć ze sobą wojny.
Goodall odeszła również od tradycyjnych metod naukowych w studiowaniu naczelnych, nadając zwierzętom imiona, zamiast numerować je, jak było to wcześniej w praktyce uniwersyteckiej.

## Ordery, odznaczenia, nagrody
- Order Złotej Arki (Holandia, 1980)[1]
- Nagroda Kioto w dziedzinie nauk podstawowych (1990)[2]
- Komandor Orderu Imperium Brytyjskiego (1995)[1]
- Order Pochodni Kilimandżaro (Tanzania, 1996)[1]
- Dama Komandor Orderu Imperium Brytyjskiego (2004)[1]
- Oficer Legii Honorowej (Francja, 2006)[1]
- Wielki Oficer Orderu Zasługi Republiki Włoskiej (2011)[1]
- Nagroda Templetona (2021)[3]
- Prezydencki Medal Wolności (Stany Zjednoczone, 2025)[4][5][6]

## Tłumaczenia prac na język polski
- Jane Goodall, Hugo Arndt, Rodolf van Lawick, Zabójcy bez winy, PWN, Warszawa 1973 (Innocent Killers, Collins st James’s Place, London 1970)
- W cieniu człowieka,  PWN, Warszawa 1974 (In the Shadow of Man, 1971)
- Przez dziurkę od klucza: 30 lat obserwacji szympansów nad potokiem Gombe, Prószyński i S-ka, Warszawa 1995, ISBN 83-86669-62-4 (Through a Window. Thirty Years with Chimpanzees of Gombe, 1990)
- Mądrość i cuda świata roślin, współpraca: Gail Hudson, Marginesy, Warszawa 2015 (Seeds of Hope, Wisdom and Wonder from the World of Plants, New York 2014)

## Filmy dokumentalne
- Życie Jane (Jane’s Journey/Die Lebensreise der Jane Goodall, 2010), reż. Lorenz Knauer (dokument produkcji niemieckiej poświęcony brytyjskiej badaczce z gościnnym udziałem m.in. Angeliny Jolie, Pierce’a Brosnana i Kofi Annana)

### Film dokumentalnyŻycie Jane(Jane’s Journey)
Film opowiada o życiu prywatnym i zawodowym badaczki szympansów, aktywistki społecznej, podróżniczki i pisarki Jane Goodall, która przybyła po raz pierwszy do Afryki w 1957 roku. 
Niezwykła miłość do zwierząt i przyrody narodziła się w momencie, gdy jako 1,5-roczna dziewczynka dostała od ojca zabawkę, maskotkę szympansa. Mocno już sfatygowany pluszak o imieniu Jubilee zachował się do dzisiaj. Jego futerko wytarło się z upływem czasu, ale pozytywka wciąż gra. 
Drugim talizmanem Goodall jest pluszowa małpka, którą etolożka otrzymała w prezencie na urodziny od niewidomego iluzjonisty, Gary’ego Hauna, który stracił wzrok w wieku 21 lat podczas służby w marynarce. Goodall określa go jako inspirującego człowieka. Małpka towarzyszy badaczce podczas każdej podróży, a głaskanie zwierzątka przez gości i gospodarzy (jak podaje Goodall, dotkniętego dotychczas „przez trzy miliony osób”) podczas licznych spotkań stało się rytuałem.
Ojciec Jane Goodall pojawia się w jej wspomnieniach jako silna osobowość. Gdy wybuchła II wojna światowa, zostawił rodzinę i w rezultacie jej rodzice rozwiedli się. Goodall opowiada również, że matka zawsze wierzyła w możliwości i przyszłość córki. Zasugerowała, aby Jane zdobyła zawód sekretarki, ponieważ rodzina nie mogła sfinansować jej studiów. Dzieciństwo i młodość Goodall wspomina jako szczęśliwy i radosny czas. Niewiele osób brało poważnie jej plany wyjazdu do Afryki, ale matka uważała, że pragnienie osiągnięcia celu i wiara we własne siły przyniosą oczekiwany skutek.

#### Początki drogi życiowej i rodzina
Goodall opowiada w wywiadzie, że na Czarny Ląd przyjechała jako młoda, naiwna dziewczyna, wówczas bez odpowiedniego wykształcenia (pracowała dotąd jako sekretarka), która nie miała pojęcia o życiu szympansów. W Gombe (Tanzania) poznała fotografa i reżysera filmów przyrodniczych, Hugo van Lawicka, którego poślubiła w 1964. Trzy lata później na świat przyszedł ich syn, Hugo Eric Louis „Grub” van Lawick. Małżonkowie rozwiedli się w 1974. W 1975 Jane Goodall wyszła ponownie za mąż, za Dereka Brycesona, dyrektora Parku Narodowego w Tanzanii. Tworzyli dobraną, szczęśliwą parę aż do śmierci Brycesona, który zmarł na raka w 1980.
Goodall wspomina, jak zostawiła małego „Gruba” ze swoją asystentką. Wracała właśnie do domu, gdy usłyszała przerażające dźwięki dobiegające z domostwa. Były one identyczne jak te, które szympansy wydają z siebie, gdy widzą mięso. Wbiegła do domu i zobaczyła synka w najlepszym zdrowiu oraz swoją studentkę przesłuchującą taśmy z zarejestrowanymi zachowaniami małp. „Grub” nie przepadał za szympansami, obawiał się ich. Został biznesmenem, zajmował się poławianiem krabów, co martwiło Goodall. Pozostawali przez pewien czas w konflikcie. Syn nie podzielał poglądów matki i jej pasji. Ich stosunki ociepliły się od czasu wspólnego projektu w Parku Makangaga (Tanzania), gdy „Grub” zaproponował ochronę terenu poprzez propagowanie ekoturystyki.
Goodall regularnie odwiedza dom rodzinny w Bournemouth i swoją siostrę, Judy Waters. Podróżuje przez 300 dni w roku, wciąż jest w drodze. Intensywnie pracuje i nigdy się nie oszczędza. Ten bardzo intensywny tryb życia niepokoi Judy.

#### Praca i podróże
Goodall obserwowała szympansy i afrykańską florę. Zwierzęta początkowo się jej obawiały, ale po sześciu tygodniach przyzwyczaiły się do swojej opiekunki. Goodall kucała w zaroślach i patrzyła, a jeśli któraś z małp zachowywała się agresywnie, zwyczajnie ją ignorowała. Na początku, od 1957 pracowała dla Louisa Leakeya, znanego brytyjskiego naukowca. Od 1969 zaczęła publikować książki, w tym także dla dzieci.
W latach osiemdziesiątych dostrzeżono prace i zaangażowanie Goodall. Badaczkę uhonorowano wieloma nagrodami oraz tytułami doctora honoris causa.
W 1991 w Dar es Salaam razem z Erasto Njavike badaczka zapoczątkowała projekt Roots & Shoots, którego celem jest poprawienie jakości życia ludzi i zwierząt oraz ochrona środowiska. Akcja skierowana jest do dzieci i młodzieży, które w ramach trzech sekcji proponują i wcielają w życie pomysły polepszające egzystencję na Ziemi, pokojowe i harmonijne współistnienie. Projekt realizowany jest w ponad 120 krajach, film Knauera dokumentuje inicjatywy i pobyt Goodall w Argentynie, Australii, Austrii, Chinach, Korei Północnej, RPA, Nepalu i USA. Wśród akcji znalazły się sadzenie drzew, ochrona pająków, oczyszczanie mokradeł z toksycznych, inwazyjnych roślin oraz ratowanie psów przed uśpieniem. Młody chłopiec z Boise w Idaho, Chandler Schaak, przeprowadził z Goodall wywiad. Jeden ze współpracowników badaczki powiedział, że to fascynujące, iż dzięki projektowi przedstawiciele różnych kultur i religii mogą zasiąść przy wspólnym stole.
Podczas jednego ze spotkań w Denver pod hasłem „Global Explorers”, Goodall opowiadała, że za czasów jej dzieciństwa nie było telewizji i jednym z zajęć było czytanie książek. Wśród lektur znalazła się historia doktora Dolittle. Jako 11-letnia dziewczynka odkryła Tarzana. Z rozczarowaniem stwierdziła, że bohater zakochał się w innej Jane. Postawiła pytanie: „Skoro jesteśmy najinteligentniejszymi istotami na kuli ziemskiej, to dlaczego ją niszczymy?”
W kwietniu 2002 sekretarz generalny ONZ, Kofi Annan, mianował Jane Goodall Posłanniczką Pokoju (UN Messenger of Peace).
Aktywistka odwiedziła obóz uchodźców UNHCR Lugufu w Tanzanii. Znalazło tam schronienie 70 tysięcy uciekinierów z Konga. Opowiadali oni Goodall wstrząsające historie o utracie rodzin, domów i ojczyzny. Niektórzy zamilkli pod wpływem szoku. W obozie grupka ludzi prezentowała skecze nt. jedzenia dziczyzny, nawołujące do rezygnacji ze spożycia małpiego mięsa. Badaczka rozpoczęła program hodowli kurcząt, aby poprzez dostęp miejscowej ludności do mięsa drobiowego ocalić gatunki dzikich zwierząt, w tym szympansów.
Angelina Jolie wspomina, że poznała Goodall podczas Igrzysk Olimpijskich w Salt Lake City, choć już dużo wcześniej przeczytała jej książki. Obydwie czekały na wywiad na dachu i było przeraźliwie zimno. Jane Goodall zaczęła biegać. Jolie przyznała, że spotkanie z etolożką, osobą mądrą i życiową, miało w sobie coś niewiarygodnie magnetyzującego, dającego siłę. Podczas pewnego przyjęcia komisarz UNHCR powiedział, że w wypadku przemocy i dramatu uchodźców trudno mieć nadzieję. Goodall uderzyła pięścią w stół i odpowiedziała: „Zawsze należy mieć nadzieję!” To wywarło na aktorce, odczuwającej jako Ambasador dobrej woli UNHCR niejednokrotnie frustrację, ogromne wrażenie.
Robert Whitemountain z plemienia Lakota (Rezerwat Pine Ridge w Dakocie Południowej) opowiadał o rezygnacji i rozpaczy młodych ludzi, którzy widząc ubóstwo i brak perspektyw w regionie popełniają samobójstwo. Jego syn powiesił się w wieku dwudziestu lat. 8 września 2005 Goodall odwiedziła Pine Ridge i zapoczątkowała tam projekt ekologiczny, sprzątanie terenu, zakładanie ogródków i sadzenie roślin.
W Parku Makangaga (Tanzania) Jane Goodall wraz ze współpracownikami zainicjowała akcję ochrony terenu, a w szczególności zamieszkującej go populacji hipopotamów. Yahaia, zaklinacz tych zwierząt, wydawał specyficzne dźwięki, dzięki którym komunikował się ze stadem. Hipopotamy odgrywają tutaj szczególną rolę w życiu mieszkańców. Ludzie z wioski wierzą, że pochodzą od tych ssaków.
W 2009 Goodall pojechała na Grenlandię do Kangerlussuaq. W pobliżu miasta znajduje się lodowiec, który topnieje. Badaczka mówi o zjawisku podkreślając przy tym aspekty społeczne i ekologiczne. Jane Goodall uważa, że świadomość społeczna młodzieży wciąż rośnie: „Jeśli młodzi ludzie tracą nadzieję, to nadzieja umiera.”
W dokumencie wypowiadają się również syn Goodall „Grub” van Lawick, Pierce Brosnan, biograf etolożki Dale Peterson, badacz pawianów Anthony Collins, były pracownik Instytutu Jane Goodall Michael Aisner, i siostra Judy Waters. Postrzegana jest jako niezwykła osobowość, wyjątkowa, kochająca publiczność, spokojna, o cudownym poczuciu humoru i bardzo cierpliwa.
The Jane Goodall Institute ma filie w 27. krajach na całym świecie. W 1994 placówka rozpoczęła program TACARE (Take Care) udzielający afrykańskim kobietom mikrokredytów oraz propagujący opiekę medyczną i edukację w okolicy Gombe w Tanzanii. Podczas wywiadu brytyjska naukowiec wyraziła swój podziw wobec bangladeskiego ekonomisty i laureata Pokojowej Nagrody Nobla, Muhammada Yunusa.
W dokumencie wykorzystano m.in. materiały archiwalne ze zbiorów matki Jane, Vanne Morris-Goodall. Muzykę do filmu skomponowali Wolfgang H. Netzer i Christian Heyne, w tle słychać również piosenki Thank You, Stars (2005) i Walk Lightly On The World (2010) w wykonaniu Katie Meluy.